# Jorma Hynninen

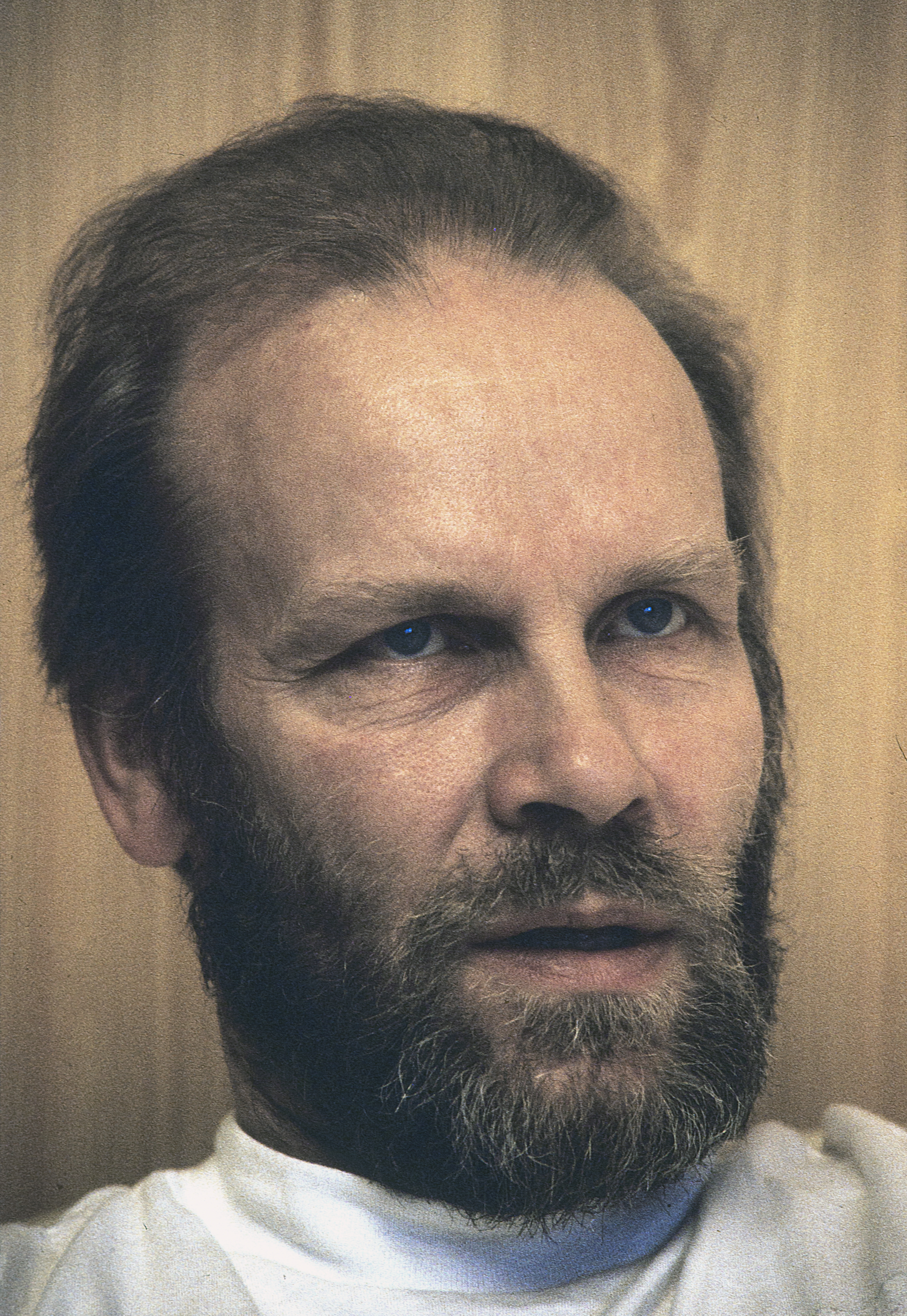
Jorma Hynninen en 1990.

Jorma Kalervo Hynninen es un bajo-barítono finés nacido el 3 de abril de 1941 en Leppävirta, Finlandia.
Entre 1966 y 1970 estudió en la Academia Sibelius (Helsinki) y en 1971 ganó el primer premio en la Scandinavian Singing Competition en Helsinki.
Distinguido recitalista y liederista forma parte de la compañía de la Ópera Nacional de Finlandia destacándose como el Conde Almaviva en Le nozze di Figaro, Don Rodrigo, Don Giovanni, Macbeth, Orestes (Elektra), Wolfram y Pelléas en Pelléas et Mélisande. Sus actuaciones a nivel internacional lo han llevado al Metropolitan Opera, Wiener Staatsoper, La Scala, Bayerische Staatsoper, Paris, Hamburgo, Barcelona y Berlín.
Se destaca en óperas de compositores clásicos y contemporáneos de Finlandia como Sallinen, Rautavaara, Madetoja, Merikanto y otros.
Fue director de la Ópera Nacional de Finlandia entre 1984–1990 y actualmente preside el Savonlinna Opera Festival desde 1990.

## Discografía de referencia
- Armas Järnefelt: Lieder, Paananen
- Brahms:Ein Deutsches Requiem, Tennstedt
- Brahms: Die Schöne Magalone, Gothóni
- Dallapiccola: Il Prigionero, Salonen
- Gothoni: The Bull And His Herdsman, Gothóni
- Jouluna Jumala Syntyi, Panula
- Madetoja: Juha, Jalas
- Merikanto: Elämälle, Paananen
- Merikanto: Juha, Saraste
- Nummi: Song Cycles, Haverinen
- Mozart:Le nozze di Figaro, Muti
- Rautavaara:Vincent, Mansurov
- Rautavaara: Aleksis Kivi, Lehtinen
- Rautavaara: Rasputin, Franck
- Rautavaara: Thomas, Haapasalo
- Sallinen:Kullervo, Söderblom
- Sallinen:The Red Line, Kamu
- Schubert: Die Schöne Mullerin, Gothóni
- Schubert: Winterreise, Gothóni
- Schumann: Dichterliebe; Brahms: 4 Serious Songs, Gothóni
- Strauss, Elektra, Ozawa
- Sibelius: Kullervo, Salonen
- Usko, Toivo Ja Rakkaus, Tiilikainen
- Yrjö Kilpinen: Songs, Ralf Gothóni
- Evergreen Love Songs / Jorma Hynninen, Heikki Sarmanto